# Piste d'Orange Walk
La piste d'Orange Walk Town (code IATA : ORZ) est un aéroport situé à 1 km au sud-ouest d'Orange Walk Town, district d'Orange Walk, Belize. La piste d'atterrissage a été rénovée avec de l'asphalte en 2014.

## Situation
| Belize City (International) Belize City (National) Belmopan‎ Big Creek Caye Caulker Caye Chapel Corozal Dangriga Independence/Savannah Orange Walk‎ Town Placencia‎ Punta Gorda San Ignacio‎ San Pedro‎ Sarteneja Silver Creek |